# Al-Hilla
al-Hilla (alternativt al-Hillah, arabiska: الحلة) är en stad i centrala Irak och är administrativ huvudort för provinsen Babil. Den är belägen vid floden Eufrat, ungefär 100 kilometer söder om Bagdad. Ruinerna av det forna Babylon ligger utanför staden. Befolkningen är till största delen muslimsk.
Det finns inga officiella uppgifter från sen tid över stadens befolkning, men det distrikt som hör till staden hade en uppskattad folkmängd av 701 041 invånare 2009, på en yta av 878 km².